# Oberamt Schauenstein
Koordinaten: 50° N, 12° O

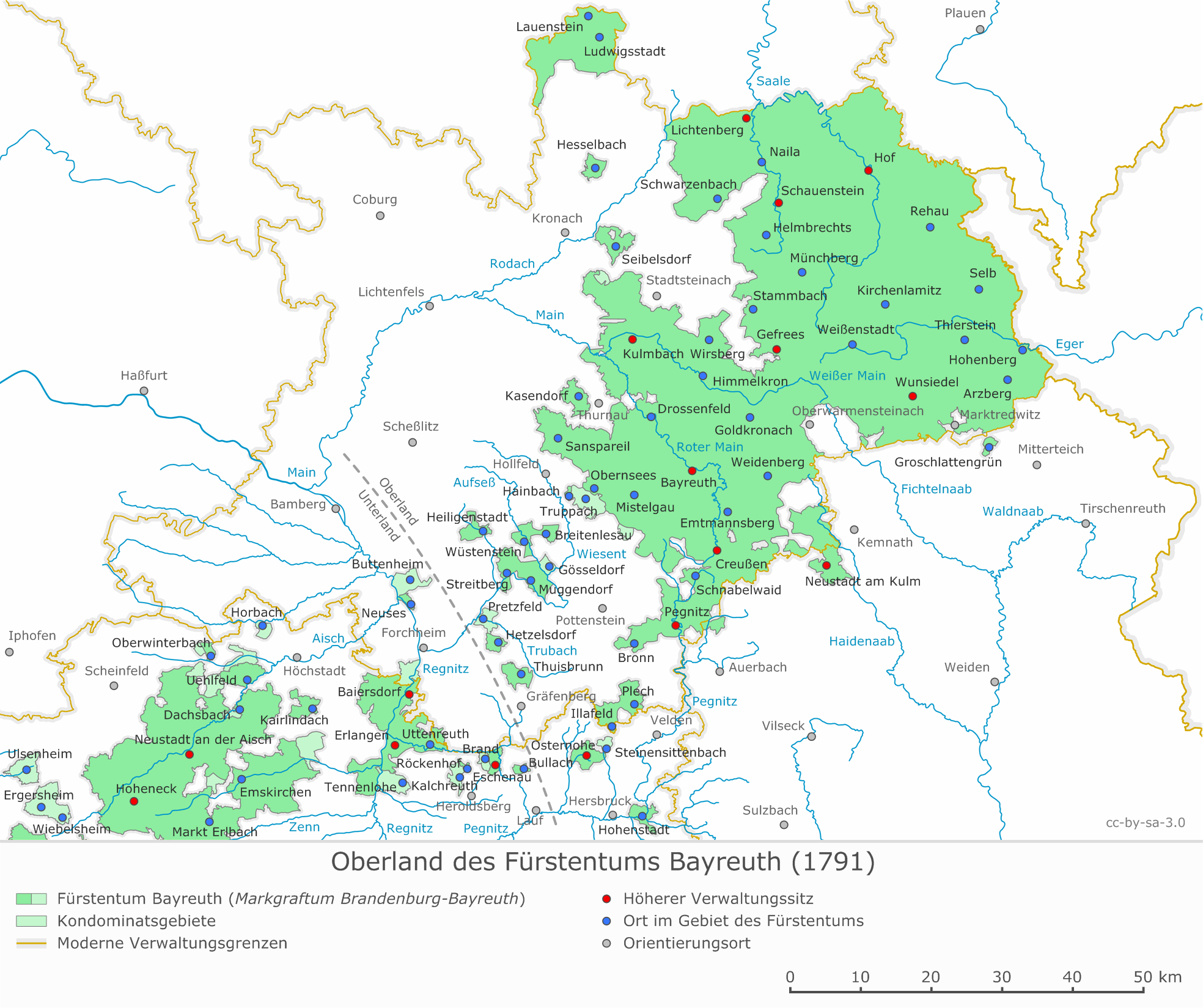
Das Oberland des Fürstentums Bayreuth mit dem Oberamt Schauenstein im Norden

Das Oberamt Schauenstein war ein Verwaltungsgebiet des Fürstentums Bayreuth, das bis 1791/92 von einer Nebenlinie der Hohenzollern regiert wurde.
Helmbrechts und Schauenstein unterstanden ursprünglich den Herren von Wolfstriegel. 1386 verkauften sie ihre lehensherrlichen Ansprüche an die Burggrafschaft Nürnberg. Das Oberamt Schauenstein wurde 1747 eingerichtet. Es setzte sich aus dem Vogteiamt Schauenstein und dem Vogteiamt Helmbrechts zusammen. 1772 wurde es der Amtshauptmannschaft Kulmbach einverleibt.

## Vogteiamt Schauenstein
Ende des 18. Jahrhunderts unterstanden dem Vogteiamt Schauenstein folgende Orte:
Adlanz, Baiergrün, Döbra, Dürrengrün, Esel, Günthersdorf, Hagenmühle, Haidengrün, Hohenthann, Hohenzorn, Lehsten, Mühldorf, Neudorf, Oberhammer, Papiermühle, Pillmersreuth, Rauhenberg, Rodeck, Rothenbürg, Schafhof, Schauenstein, Suttenbach, Uschertsgrün, Volkmannsgrün, Weitersgrün, Windischengrün.

## Vogteiamt Helmbrechts
Dem Vogteiamt Helmbrechts unterstanden folgende Orte:
Ahornismühle, Bärenbrunn, Burkersreuth, Hampelhof, Helmbrechts, Kleinschwarzenbach, Kollerhammer, Mühlhof, zwei Neumühlen, Oberweißenbach, Ochsenbrunn, Ort, Schlegelmühle, Spörlmühle, Stechermühle, Steinmühle, Taubaldsmühle, Unterweißenbach, Wachholdermühle, Wüstenselbitz.